# Anca a scatto
Con Anca a scatto, conosciuta anche come  sindrome dell'anca a scatto o coxa saltans, o in inglese snapping hip syndrome, si indica un tipo di affezione che si verifica in situazioni particolari di movimento, per esempio mentre si corre o si compiono alcuni movimenti che coinvolgono l'anca. È caratterizzata da uno scatto che però non è necessariamente doloroso.

## Tipi
Si distinguono tre tipi di sindrome dell'anca a scatto:
- esterno

È il tipo più frequente e riguarda il grande trocantere e la banda ileotibiale.
- interno

Tale tipo riguarda la situazione in cui il tendine del muscolo ileopsoas sfrega sul piccolo trocantere, sulla testa del femore o sull'eminenza ileo-pubica.
- intra-articolare

Si verifica di rado e riguarda le lesioni all'interno dell'articolazione, per esempio patologie della cartilagine articolare. Tale tipo, a differenza degli altri, è accompagnato da dolore.

## Sintomi
Tra i sintomi principali si possono enumerare degli scatti o dei rumori scricchiolanti Di solito i pazienti non avvertono il dolore, ma provano un senso di fastidio durante i movimenti. Si possono avvertire anche dolori articolari o dolori alle ossa riguardanti la parte trocanterica, la regione glutea e la regione inguinale. Alcuni pazienti provano un senso di intorpidimento e dolori che irradiano dalla zona interessata. In casi estreme si osservano i sintomi di infiammazione della parte esterna dell'anca, simili a quelli di borsite trocanterica.

## Cause
Le cause non sono molto conosciute, ma tra le più probabili si distinguono:
- sviluppo non equilibrato dei muscoli dell'articolazione dell'anca
- debolezza generale del tessuto connettivo
- diversa lunghezza degli arti inferiori
- alcune attività come ballo, atletica leggera, corsa
- precedenti lesioni all'anca

## Diagnosi
La diagnosi consiste prevalentemente in un'indagine sulle precedenti lesioni e sui sintomi attuali. L'anamnesi può essere accompagnata da un esame fisico effettuato dal medico che punta a trovare la causa degli scatti, e consiste tra l'altro nel produrre lo scatto, girare l'anca più di una volta, in varie direzioni, e così via.
La diagnosi può essere anche approfondita facendo degli esami, come per esempio radiografia, ecografia statica e dinamica, risonanza magnetica, ma tali soluzioni sono applicate abbastanza raramente.
Poiio == Cura == Template:Fdįvs
u 

### Trattamento conservativo
- lo guarda si usano glucocorticoidi iniettabili o si somministrano anestetici per alleviare il dolore
- si consiglia di ridurre o cambiare il tipo d'attività fisica svolta eliminando quella che usura le anche
- si applica del ghiaccio sulla zona interessata
- ci si dirige da un medico per la diagnosi
- si adottano le misure di riabilitazione
- si dovrebbe svolgere lo stretching prima e dopo le attività sportive per migliorare la flessibilità

### Interventi chirurgici
Si effettuano di rado. Se sono necessari si tratta di: a te 
- interventi ai tessuti molli, cioè allungamento dell'arto inferiore più corto
- interventi al tessuto osseo, cioè rimozione della parte gonfia del grande trocantere